# CHIAKI (プロレスラー)
CHIAKI（ちあき、1994年11月8日 - ）は、日本の舞台女優・演出助手、女性プロレスラー。東京都調布市出身。マリーゴールド所属。血液型B型。

## 所属
- Actwres girl'Z（2021年 - 2024年）
- マリーゴールド（2024年 - ）

## 来歴
2021年11月に旧体制下のアクトレスガールズ（COLOR'S）でデビュー。
2024年4月14日、風香アドバイザーや青野未来ら5選手とともにアクトレスガールズを退団。翌4月15日、新団体「マリーゴールド」の旗揚げ記者会見の終盤に退団した6選手が現れ旗揚げ戦への参戦を訴える。4月30日の会見でマリーゴールドに正式入団。背番号は所属劇団の「劇団ハグハグ共和国」にちなんで「89（ハグ）」。
2024年5月20日、後楽園ホールで行われた旗揚げ戦「Marigold Fields Forever」でMIRAIと対戦した。
6月29日の仙台PIT大会でフリー参戦の野崎渚に共闘を申し入れ、8月からはボジラも加えた「ダークウルフ軍」を始動させた。ユニットはその後、メガトンや松井珠紗らが加わり「Darkness Revolution」へと発展した。

## タイトル歴
マリーゴールド
- 第2代マリーゴールド・ツインスター王座（パートナーは野崎渚）

## 得意技
プッシャーマンズ・バスター
ムーンウルフ（アルゼンチンバスター）
狼煙（スイング式ノーザンライト・スープレックス）